# 18016 Grondahl
18016 Grondahl è un asteroide della fascia principale. Scoperto nel 1999, presenta un'orbita caratterizzata da un semiasse maggiore pari a 2,3874907 UA e da un'eccentricità di 0,0688883, inclinata di 6,73417° rispetto all'eclittica.